# 宝田侗族苗族乡
宝田侗族苗族乡，是中华人民共和国湖南省怀化市会同县下辖的一个乡镇级行政单位。

## 行政区划
宝田侗族苗族乡下辖以下地区：
宝田村、山脚村、廖家村、旺田村、翁料村、栏木村、三溪村、连道村、苗寨村和炳溪村。